# میج (مرودشت)
میج (مرودشت)، روستایی از توابع فاروق شهرستان مرودشت در استان فارس ایران است.

## جمعیت
این روستا در دهستان رحمت قرار دارد و براساس سرشماری مرکز آمار ایران در سال ۱۳۸۵، جمعیت آن ۸۰۲ نفر (۱۸۵خانوار) بوده‌است. جمعیت بیشتر اين این روستا شامل چهار قوم است که با نام های خوشنومی: که شامل فامیلی های خوشنامی ، الوانی ، روستا و... می‌شود که جزئی از ایل بزرگ خمسه هستند.یکی از قوم های دیگر .عمادی. هستند کا با فامیلی ((عمادی)) شناخته می‌شوند و قوم دیگری که از قوم ((لشنی موسر))هستند با فامیلی اندامی شناخته می‌شوند.و یکی دیگر از قوم ها قوم ‌‌((عمله)) است که با فامیلی صادقی شناخته می‌شوند این روستا همچنین شامل فامیلی های نیکزاد ، گرمنجانی و امینی نیز است .                                